# بنك ستارلينج
بنك ستارلينج هو بنك رقمي وعلي الهواتف النقالة فقط من مجموعة بنك تشالنجر في المملكة المتحدة.يركز البنك على الحسابات الجارية والتجارية. ويقع مقره في لندن. بنك ستارلينج هو بنك مرخص ومنظم، أسسته آن بودن مديرة العمليات السابقة لبنك اّلايد ايريش في يناير 2014. حصل على أكثر من 230 مليون جنيه استرليني من التمويل عند تأسيسه. وقد حصل البنك على ترخيصه المصرفي من هيئة مراقبة السلوكيات المالية البريطانية في يوليو 2016.

## التاريخ
تأسس ستارلينج بواسطة اّن بودن في عام 2014. وفي عام 2016، أعلنوا عن أكبر جولة تمويلية في نطاق التكنولوجيا المالية، حيث جمعوا 48 مليون جنيه إسترليني.
بدأ البنك الإصدار التجريبي بالشراكة مع شركة ترانسفير وايز في مارس 2017. ثم تم إطلاق منصة المطور المطابقة في أبريل 2017.
و أطلقت الحسابات التجارية في مارس 2018ز
وفي نوفمبر 2019، أعلنت ستارلينج عن شراكته مع مكتب البريد.
في فبراير 2019، أطلق ستارلينج حسابات اليورو الشخصية في المملكة المتحدة.
كانت آخر جولة تمويلية لستارلينج من مريان جلوبال انفستورز، حيث جمعت 75 مليون جنيه إسترليني في فبراير 2019. وفي الأسبوع التالي أعلن ستارلينج أنه حصل على 100 مليون جنيه إسترليني آخرين من صندوق القدرة والابتكار في شكل منحة للتمويل.

## البطاقات
يقدم بنك ستارلينج بطاقة خص ماستركارد بدون تلامس.

## تطبيقات الموبايل
قام بنك ستارلينج بتصميم وإصدار تطبيقات للهواتف المحمولة لكل من آي أو إس وأندرويد. كان ستارلينج أيضًا أول بنك بريطاني لديه إدارة تطبيقات داخل أبل باي.
تتضمن ميزات تطبيقات الهاتف المحمول من ستارلينج الإخطارات الفورية للمعاملات أو التجميد أو إلغاء التجميد لبطاقات العملاء لمنع المعاملات غير المصرح بها، ويمكن أيضًا تصنيف المعاملات لتحليلها لاحقًا، وإنشاء «أهداف» منفصلة حيث يمكن تخزين الأموال بشكل منفصل إلى الحساب الرئيسي للعميل والدردشة داخل التطبيق مع العميل ممثلي الخدمة العملاء وأمور أخرى.
قامت ستارلينج ببناء واجهة برمجة تطبيقات للخدمات المصرفية المفتوحة خاصة بالبنك علي شكل متجر الكتروني والذي يسمح للعملاء باستخدام بياناتهم مع المنتجات المالية الأخرى. ويوفر البنك أيضًا ميزة «تسوية» حيث يمكن للعملاء إرسال الأموال إلى الجهات الخاصة بهم.
ويمكنهم أيضًا اقامة شراكة إيداع نقدية مع مكتب البريد.